# Zhang Xiang San
Zhang Xiang San (en chino: 張詳三)(1900—1982), también conocido como Zhang Xi Yi (張習易), nacido en el condado de Huang (hoy ciudad de Longkou) en la provincia de Shandong. Fue un maestro de artes marciales, practicante y maestro del estilo Liùhé Tángláng Quán, discípulo del maestro Ding Zi Cheng (丁子成).